# Eracle e Atena (Pittore di Andocide)

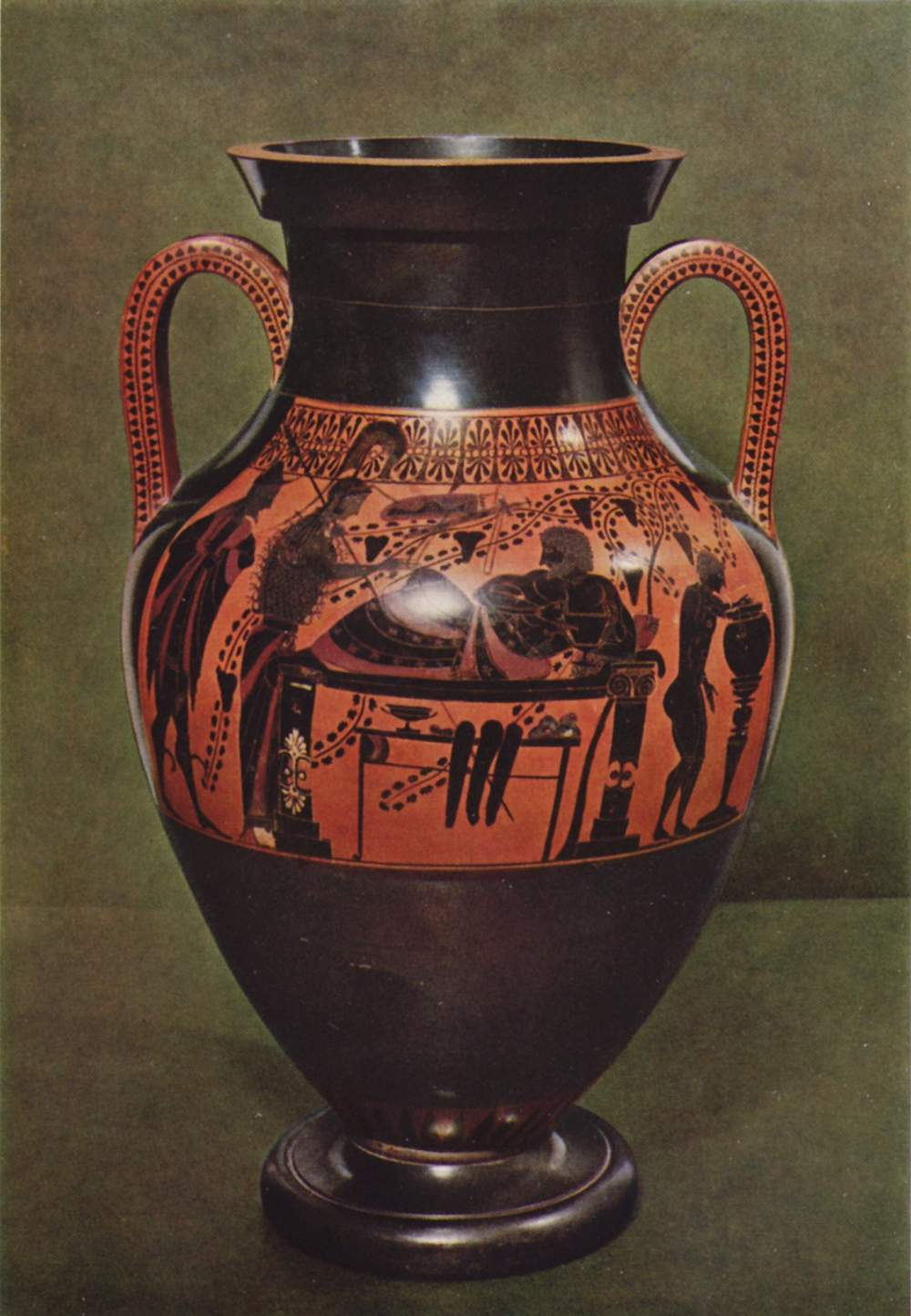
Lato a figure nere dell'anfora

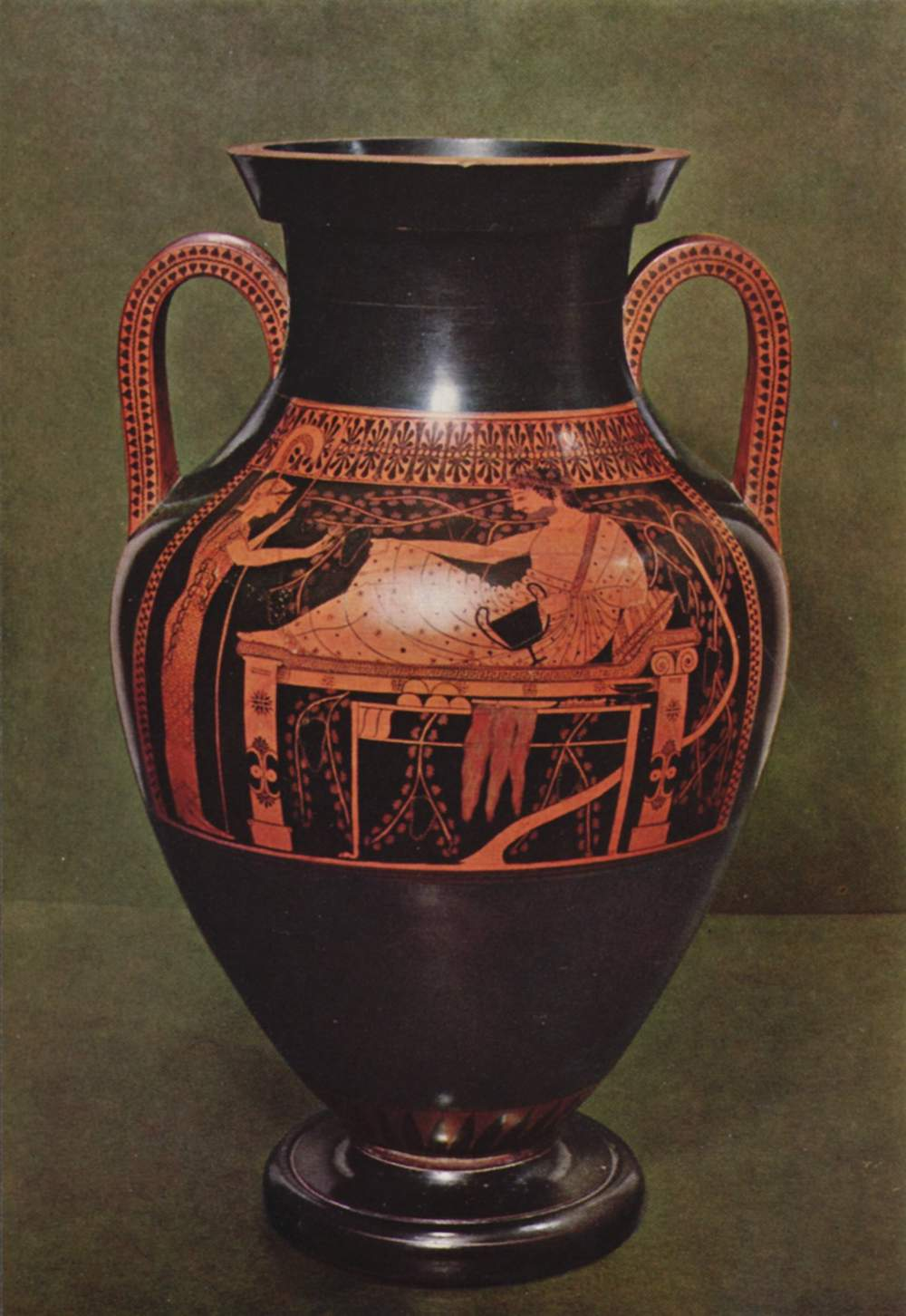
Lato a figure rosse dell'anfora

L'anfora di Eracle e Atena è un'anfora di tipo A (h 53,5 cm; diametro 22,5 cm) prodotta in Attica dal Pittore di Andocide, di cui rappresenta uno tra i lavori più noti, databile al 520-510 a.C. Nel 1831 il vaso fu acquistato da Martin von Wagner, un agente di Ludovico I di Baviera, insieme ad altri vasi dello scavo archeologico di Vulci, nell'attuale provincia di Viterbo; ciò significa che i lavori del pittore di Andocide venivano esportati in varie parti del Mediterraneo, tra cui appunto l'Etruria. È conservato a Monaco di Baviera presso lo Staatliche Antikensammlungen (numero di inventario 2301).

## Descrizione
Trattandosi di un vaso bilingue permette di confrontare i due differenti stili, la ceramica a figure nere e quella a figure rosse, per capire il passaggio avvenuto dall'una all'altra. Il lato a figure rosse fu dipinto dal pittore di Andocide, mentre il lato a figure nere viene da alcuni studiosi attribuito al pittore di Lisippide.
Su entrambi i lati vengono rappresentati Eracle ed Atena ad un banchetto. Su quello a figure nere l'eroe è disteso in posizione simposiaca mentre tiene un kantharos (κάνθαρος, una coppa con anse che si estendono in altezza oltre l'orlo) nella mano destra. Il suo sguardo è diretto ad Atena, che è posizionata di fronte a lui, con indosso l'armatura e l'elmo, e dietro di lei c'è Ermes, che veste i suoi abiti tradizionali, tra cui i sandali alati e il cappello; dietro Eracle c'è un giovane servitore nudo rappresentato nell'atto di utilizzare un dinos, vaso che serviva per mescolare acqua e vino.
Di fronte al lettino su cui poggia Eracle è posizionato un piccolo tavolo, il trapeza, sul quale si trovano della carne, del pane e una kylix. Sullo sfondo è possibile osservare una vite che si interpone tra l'eroe e le divinità; le armi di Eracle (un arco, una faretra e una spada) sono rappresentate come appese sulla parete retrostante. Il collo dell'anfora è decorato con una fascia ornamentale a palmette. Questa pittura è caratterizzata da una grande minuzia e attenzione dei particolari, esattamente come nelle pittura di Exekias, maestro del pittore di Andocide.
Il pannello a figure rosse, pur rappresentando la stessa scena, presenta delle differenze, non solo stilistiche: il servo, Ermes e le armi sono assenti, e le viti crescono semplicemente dal terreno; Eracle non è disteso, ma ha il busto alzato dalla kline. La mano destra, invece di tenere il kantharos, che rispetto all'altro lato appare nella mano sinistra, è posata sul ginocchio. Con l'assenza di Ermes e del servo, le due figure sono più isolate. Così la composizione appare più calma e più appropriata per l'incontro dei due personaggi. Il kantharos è l'unico elemento a rimanere nero, e in questo modo risalta di più rispetto all'altra scena. Il kline è percorso in tutta la sua lunghezza da una fascia greca. Le due figure cambiano dal punto di vista anatomico, in particolare Eracle, che non appare più così massiccio come nell'altra versione. La scena è delimitata da cornici e il collo, proprio come nel lato a figure nere, ha un tipo di fascia a palmetta.